# 张宁和
张宁和（1926年—2004年），男，指挥家、小提琴家。
1940年代曾与李德伦等人共同组建中国青年交响乐团；抗日战争结束后于巴黎音乐学院就读，师从著名指挥大师尤金·比戈。求学期间与比利时小提琴手吉兰结为伴侣。1953年携妻回国，任中央歌舞团乐队（即后来的中央乐团）指挥；50年代末任新影乐团指挥。由于国内局势的剧烈变化，1962年张宁和携妻前往比利时定居。